# 13390 Bouška
13390 Bouška là một tiểu hành tinh vành đai chính với chu kỳ quỹ đạo là 1514.2775552 ngày (4.15 năm).
Nó được phát hiện ngày 18 tháng 3 năm 1999.